# Amos-Preis
Der Amos-Preis für Zivilcourage in Kirche und Gesellschaft (Eigenschreibweise: AMOS-Preis) wird von der Offenen Kirche seit 2001 alle zwei Jahre an Personen oder Initiativen verliehen.

## Vergabe
Ausgezeichnet werden Personen, die in besonders eindrücklicher, prophetischer Weise die frei machende und Gerechtigkeit fordernde Botschaft der Bibel weitergeben, oder Gruppen, Initiativen und Aktivitäten, die dem politischen Anspruch der Botschaft vom kommenden Gottesreich beispielhaft gerecht werden.
Benannt ist der Amos-Preis nach dem Propheten Amos, insbesondere wegen dessen Sozialkritik (zum Beispiel Amos 2, 6–8), Kultkritik (zum Beispiel 5, 21–23), und weil Amos als Folge dieser Kritik des Landes verwiesen wurde (Amos 7, 10–17).
Schirmherr des Amos-Preises war von 2001 bis 2019 Erhard Eppler. Am 17. März 2019 gab er diese Aufgabe an Herta Däubler-Gmelin weiter.
Der Amos-Preis ist mit einem Preisgeld in Höhe von 3000 Euro verbunden. Finanziert wird der AMOS-Preis durch Spenden und durch die Amos-Preis-Stiftung.

## Preisträger und Preisträgerinnen
- 2001: Gertraud Knoll und Beatrix Spreng
- 2003: Diakonische Basisgemeinschaft „Brot & Rosen“ (Hamburg) und Workshop „Feministische Theologie Laichingen“
- 2005: Halina Bortnowska (Warschau) und „Café Strich-Punkt“ (Stuttgart)
- 2007: Florian Pfaff
- 2009: Herta Leistner
- 2011: Sumaya Farhat-Naser und Reuven Moskovitz
- 2013: Carmen Häcker
- 2015: Jürgen Grässlin
- 2017: Christiane Quincke
- 2019: Rainer Schmid[5][6]
- 2022: Karoline Preisler[7]
- 2024: Evangelische Kirchengemeinde Spremberg[8]